# Кваку Дуа II
Кваку Дуа II (бл. 1869 — 11 червня 1884) — 12-й асантейн (володар) імперії Ашанті з 28 квітня до 11 червня 1874 року.

## Життєпис
По материнській лінії належав до династії Ойоко Абусуа. Син принцеси (асантейнаа) Яа Ак'яа. Народився близько 1869 року. 1883 року його мати підняла повстання проти свого брата — асантейна Менса Бонсу, який 1884 року зазнав поразки.
28 квітня 1884 року Кваку Дуа II було оголошено новим асантейном. Втім фактична влада знаходилася в його матері. Він помер вже 11 липня того року під час епідемії віспи. Це спричинило війну за трон, яка завершилася лише 1888 року перемогою брата Кваку Дуа II — Премпеха I.